# Bons-Tassilly
Bons-Tassilly – miejscowość i gmina we Francji, w regionie Normandia, w departamencie Calvados.
Według danych na rok 1990 gminę zamieszkiwały 332 osoby, a gęstość zaludnienia wynosiła 35 osób/km² (wśród 1815 gmin Dolnej Normandii Bons-Tassilly plasuje się na 566. miejscu pod względem liczby ludności, natomiast pod względem powierzchni na miejscu 545.).